# 삼척중앙초등학교
삼척중앙초등학교는 대한민국 강원특별자치도 삼척시에 있는 공립 초등학교이다.

## 학교 연혁
- 1969.01.23 설립 인가
- 1969.03.05 삼척중앙국민학교로 개교(1학급)
- 1995.01.12 신축 교사 준공
- 1996.03.01 삼척중앙초등학교로 개칭
- 2007.09.07 강원도교육청 주최 혁신,방과후학교 경진대회 우수상 수상
- 2012.03.01 제14대 최희규 교장선생님 취임
- 2013.03.19 작은학교 희망만들기 모델학교 지정
- 2014.02.14 제43회 졸업장 수여식(937명)

## 참고 자료
- 삼척중앙초등학교 - 한국교육학술정보원 학교알리미